# Strona bierna w języku polskim
Strona bierna w języku polskim – kategoria gramatyczna służąca do przedstawienia dopełnienia jako podmiotu w języku polskim.